# Andrea Cornaro
Andrea Cornaro (zm. 1323) – władca Markizatu Bodonitzy w latach 1312-1323. 

## Życiorys
Wywodził się z rodziny weneckiej, został drugim mężem Maria dalle Carceri. 